# Ross Robinson
Ross Robinson es un productor discográfico estadounidense, sobre todo especializado en el nu metal y demás estilos derivados del metal.
Ha trabajado con grupos como KoЯn, Limp Bizkit, Deftones, Slipknot, Sepultura, At the Drive-In, Klaxons, Glassjaw, Cold, Vanilla Ice, The Cure, De La Tierra, Berri Txarrak y otros muchos.
Robinson es propietario de la discográfica I Am Recordings.

## Álbumes producidos
- Concrete - Fear Factory (1991)
- The Crimson Idol - W.A.S.P. (1992) (Ingeniero)
- Neidermayer's Mind - Korn (1993)
- Korn - Korn (1994)
- Feed-Us - Cradle of Thorns (1994)
- Adrenaline - Deftones (1995) Produciendo la pista "Fist"
- Injected - Phunk Junkeez (1995)
- All Is Not Well - Manhole (1996)
- Roots - Sepultura (1996)
- Life Is Peachy - Korn (1996)
- Three Dollar Bill Y'All$ - Limp Bizkit (1997)
- Soulfly - Soulfly (1998)
- e-lux - Human Waste Project (1998)
- Cold - Cold (1998)
- Hard to Swallow - Vanilla Ice (1998)
- The Burning Red - Machine Head (1999)
- Slipknot - Slipknot (1999)
- Amen - Amen (1999)
- Everything You Ever Wanted to Know About Silence - Glassjaw (2000)
- Relationship of Command - At the Drive-In (2000)
- We Have Come For Your Parents - Amen (2000)
- Strait Up - Snot con varios artistas (2000) Produciendo la pista "Absent"
- Iowa - Slipknot (2001)
- Start with a Strong and Persistent Desire - Vex Red (2002)
- Concrete - Fear Factory (Reeditado 2002)
- Worship and Tribute - Glassjaw (2002)
- ...Burn, Piano Island, Burn - The Blood Brothers (2002)
- Join, Or Die - Amen (2003) (Nunca editado)
- The Cure - The Cure (2004)
- Team Sleep - Team Sleep (2005) Produciendo "Blvrd. Nights" y "Live from the Stage"
- The Unquestionable Truth (Part 1) - Limp Bizkit (2005)
- Heroine - From First to Last (2006)
- Redeemer - Norma Jean (2006)
- Wolves - Idiot Pilot (2007)
- Worse Than a Fairy Tale – Drop Dead, Gorgeous (2007)
- Cruel Melody – Black Light Burns (2007) (Mezclando la pista "Mesopotamia")
- The Anti Mother – Norma Jean (2008)
- Saga – Siddharta (2009)
- Korn III: Remember Who You Are – Korn (2010)
- We Walk from Safety – Repeater (2010)
- Surfing the Void – Klaxons (2010)
- PERSONA – INBORN! (2011)
- There Is a Way – Dananananaykroyd (2011)
- Birth, School, Work, Death – Hyro Da Hero (2011)
- Anthems of the Hero – Kraddy (2011)
- VI – Siddharta (2011)
- Haria - Berri Txarrak (2011)
- abcdefghijklmnoprstuwxyz – semantik punk (2012)
- Therapy EP – Tech N9ne (2013)
- The Mediator Between Head and Hands Must Be the Heart – Sepultura (2013)
- The Drone – We Are Knuckle Dragger
- Blood Maker EP – Wild Throne (2014)
- Denbora da poligrafo bakarra - Berri Txarrak (2014)
- My Dreams Dictate My Reality – Soko (2015)
- Searching for Zero – Cancer Bats (2015)
- Harvest of Darkness – Wild Throne (2015)
- Only Ghosts – Red Fang (2016)
- II - De La Tierra (2016)
- Into the Vanishing Light – Night Verses (2016)
- Parachutes - Frank Iero and the Patience (2016)
- Suicide Silence – Suicide Silence (2017)
- Dead Cross – Dead Cross (2017)
- The Canyon – The Used (2017)
- Molotov (banda) – Sólo D’Lira (2023)